# NGC 1587
NGC 1587 (również PGC 15332 lub UGC 3063) – galaktyka eliptyczna (E), znajdująca się w gwiazdozbiorze Byka. Odkrył ją William Herschel 19 grudnia 1783 roku. Prawdopodobnie jest w trakcie kolizji z NGC 1588.